# Gonoclostera denticulata
Gonoclostera denticulata är en fjärilsart som beskrevs av Charles Oberthür 1911. Gonoclostera denticulata ingår i släktet Gonoclostera och familjen tandspinnare. Inga underarter finns listade i Catalogue of Life.